# Sticteulima cameroni
Sticteulima cameroni is een slakkensoort uit de familie van de Eulimidae. De wetenschappelijke naam van de soort is voor het eerst geldig gepubliceerd in 1955 door Charles Francis Laseron.